# Georg Friedrich Kersting

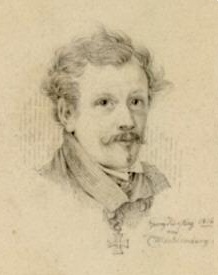
Georg Friedrich Kersting, 1816

Georg Friedrich Kersting (Güstrow, 31 oktober 1785 - Meißen, 1 juli 1847) was een Duits kunstschilder. Hij werd vooral bekend door zijn interieurs in Biedermeier-stijl en zijn vriendschap met de romantische kunstschilder Caspar David Friedrich.

## Leven en werk
Kersting werd geboren in een kinderrijk gezin van een burgerlijke maar verarmde glazenier. Al vroeg, tijdens zijn schooltijd, werd zijn talent voor tekenen onderkend. Met steun van enkele familieleden die in betere doen waren kon hij na de dood van zijn vader in 1804 gaan studeren aan de Koninklijke Deense Kunstacademie in Kopenhagen. Daar adapteerde hij de heldere realistische stijl van de toenmalige Deense school. In 1808 verhuisde hij naar Dresden en bezocht daar de kunstacademie.

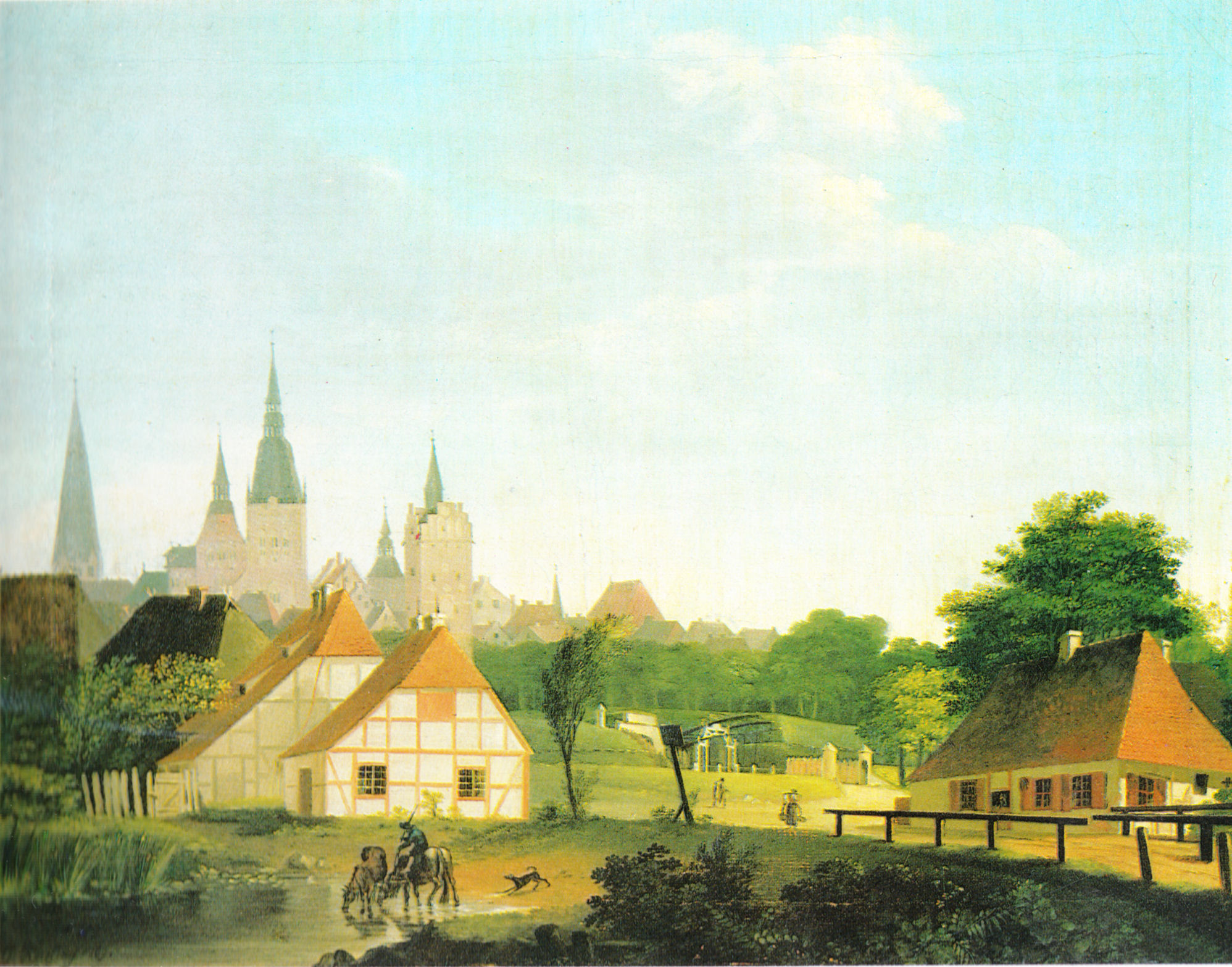
Zicht op Rostock, 1809

In Dresden maakte Kersting kennis met de jonge kunstenaars Gerhard von Kügelgen, Theodor Körner, Louise Seidler en Caspar David Friedrich. In 1809 bevond hij zich enige tijd in Rostock, waar hij enkele stadsgezichten schilderde. In 1810 was hij weer terug in Dresden, van waaruit hij met Friedrich een lange reis begon door het Reuzengebergte. Na hun terugkomst in 1811 gaf hij een poos tekenles aan de kinderen van boekhandelaar Carl Friedrich Ernst Frommann.

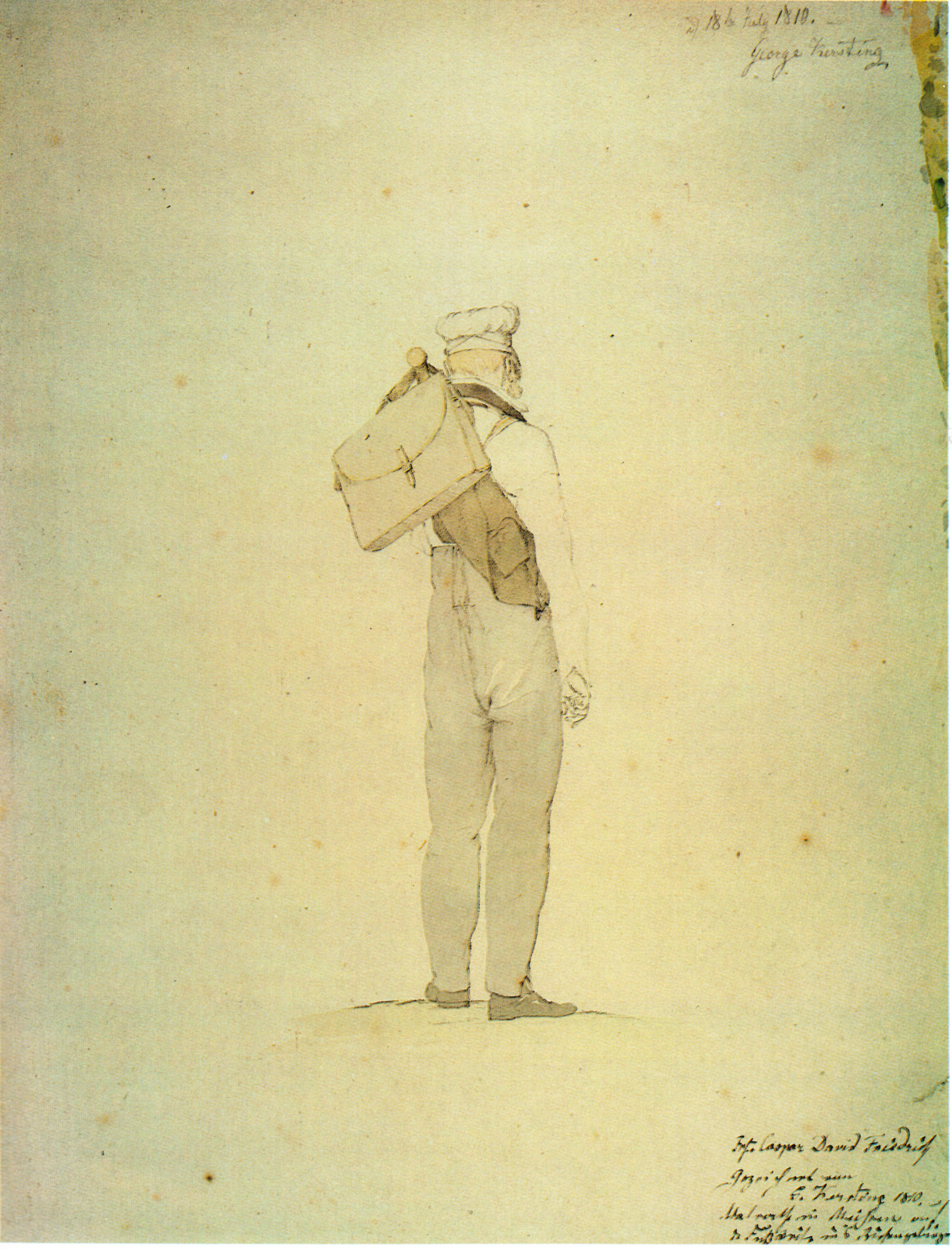
Kersting: Caspar Friedrich op reis in het Reuzengebergte

Zijn eerste succes als kunstschilder had Kersting rond 1812 met de expositie van een aantal interieurschilderingen van zijn vrienden in hun atelier. In het bijzonder twee portretten van Friedrich werden daarbij geprezen. In 1813 kocht het hof van Weimar op aanraden van Goethe een aantal werken van Kersting aan, waaronder 'Mann am Sekretär' en de eerste versie van 'Die Stickerin', waarop hij zijn vriendin Louise Seidler afbeeldde.
In 1813 nam hij samen met Friedrich en Korner dienst in het Lützowsches Freikorps, dat in opstand kwam tegen het verbond tussen Pruisen en Napoleon, na diens nederlaag in Rusland. In 1814 schilderde hij zijn beroemd geworden 'Auf Vorposten', met zijn vrienden Ferdinand Hartmann (liggend), Friedrich Friesen (rechts) en Korner (links). Hartmann en Friesen sneuvelden tijdens de Duitse bevrijdingsoorlog in 1814-1815. Als tegenhanger voor 'Auf Vorposten' schilderde Kersting in 1815 'Die Kranzwinderin', waarin een meisje in een typisch Duits eikenwoud een krans vlecht ter herinnering aan de gevallenen. Kersting zelf kreeg het IJzeren Kruis uitgereikt vanwege zijn deelname aan de Slag bij de Göhrde.
Kersting schilderde tussen 1811 en 1830 een groot aantal interieurs die kenmerkend waren voor de romantische Biedermeier-tijd, waarin huiselijke zelfgenoegzaamheid een centraal thema vormde. De figuren in de interieurs zijn meestal goede bekenden van de schilder. Exemplarisch is zijn 'Lezende man bij lamplicht' uit 1814: de concentratie van de volledig in zijn boek verdiepte man weerspiegelt zich in de strakke eenvoud van het interieur. Een rijk innerlijk leven, waarin evenzeer nieuwe werelden kunnen opengaan als met een reis naar verre landen, is vertaald in compositorische elementen en visuele tekens. Het licht van de leeslamp tegen de lege muur bevriest tot vreemde configuraties en geeft uitdrukking aan een innerlijke verlichting.
In 1818 huwde Kersting Agnes Sergel en vestigde zich in het Pruisische Meißen. Daar zou hij jarenlang ook werken als fors betaalde meester-porseleinschilder voor de lokale Koninklijke Saksische Porseleinfabriek, een ambachtsvorm die hij tot kunst verhief. Een van zijn thema's, 'Apoll mit den Stunden', werkte hij in 1822 ook uit op doek. Het toont Apollo op de zonnewagen en is een verwijzing naar de vrijmetselaars-loge 'Phoebus Apoll' in Güstrow, waarvan Kersting lid was. Onder aan het schilderij tekent hij een zelfportret, met vrijmetselaarskap.
Kersting overleed in 1847, op 61-jarige leeftijd. Zijn werk is te zien in tal van Duitse musea, waaronder de Hamburger Kunsthalle, de Alte Nationalgalerie in Berlijn, de Neue Pinakothek in München, de Kunsthalle zu Kiel en de Galerie Neue Meister te Dresden.

## Galerij

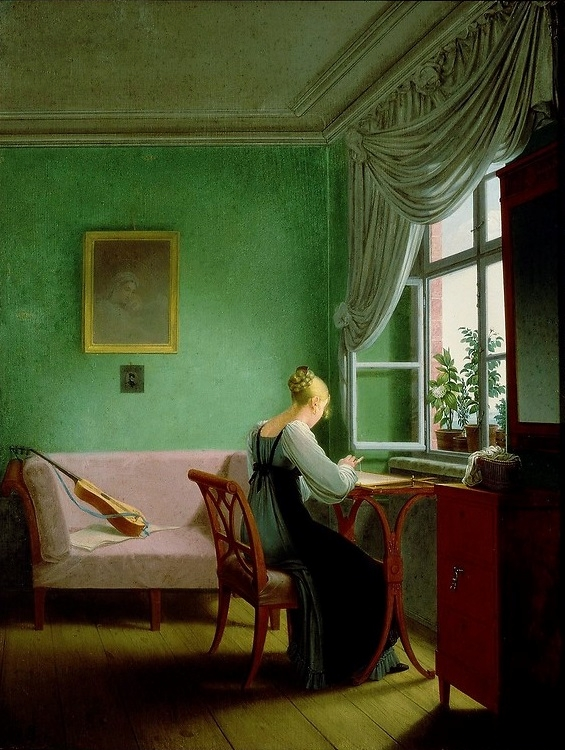
De naaister (Die Stickerin)
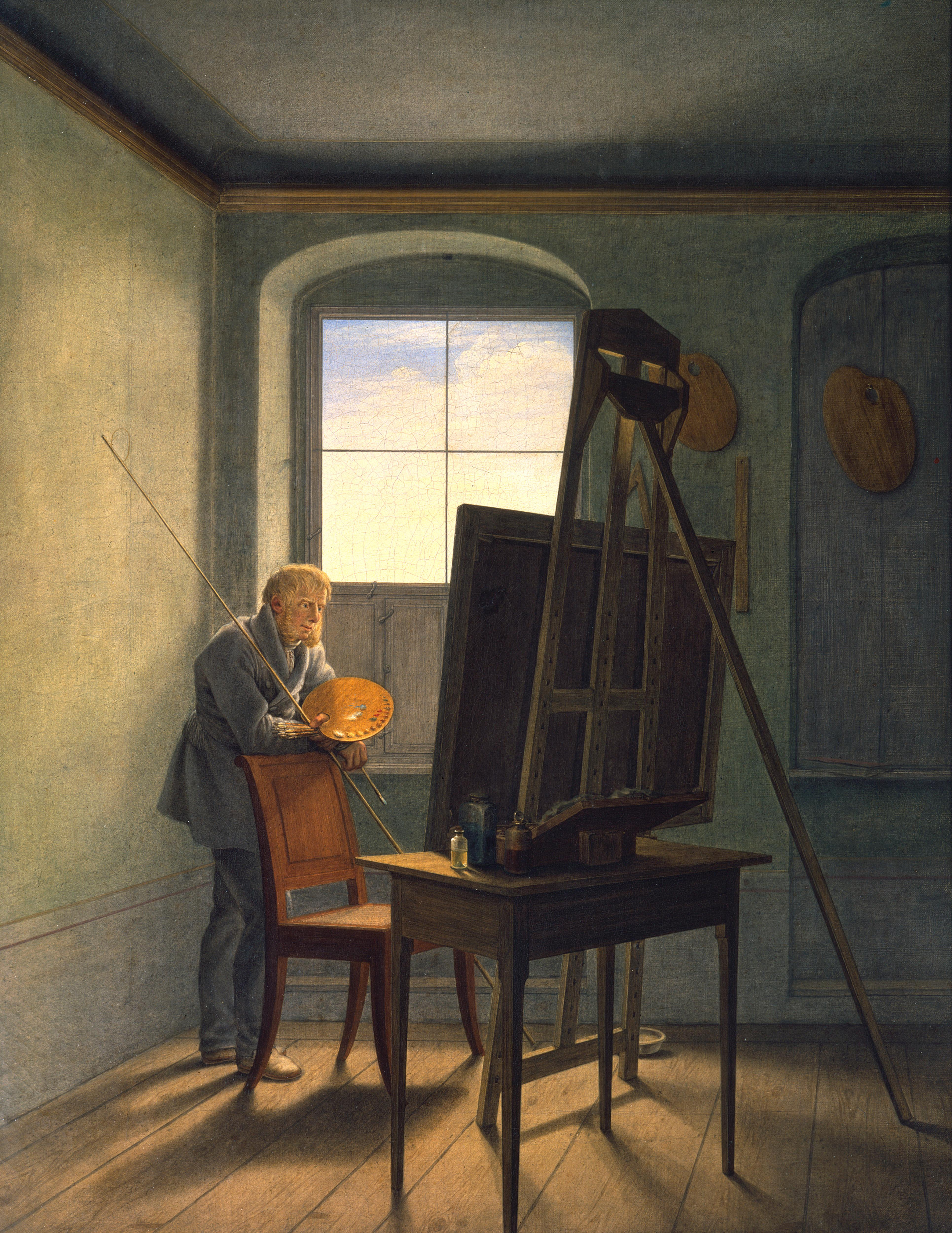
Caspar David Friedrich in zijn Studio
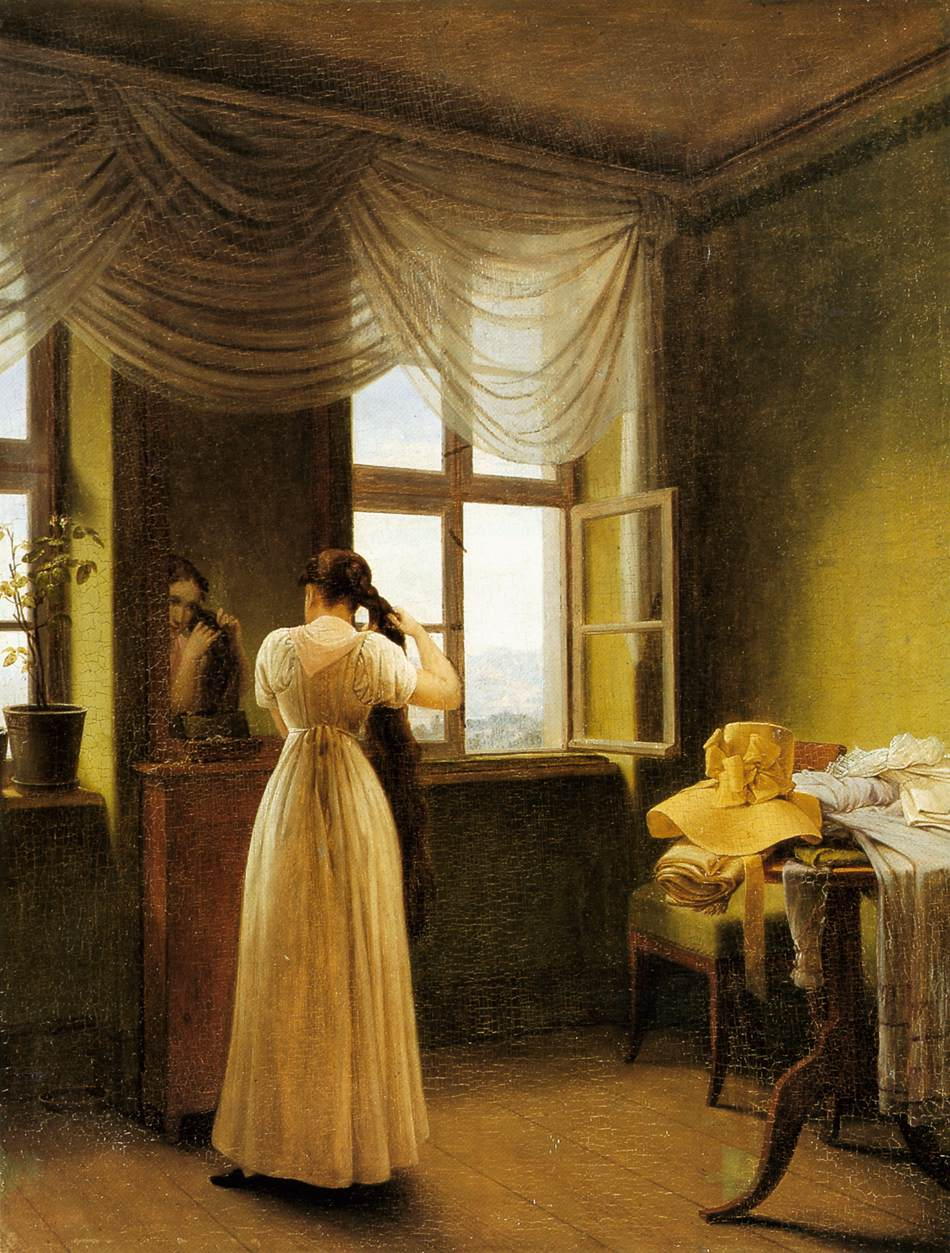
Voor de spiegel
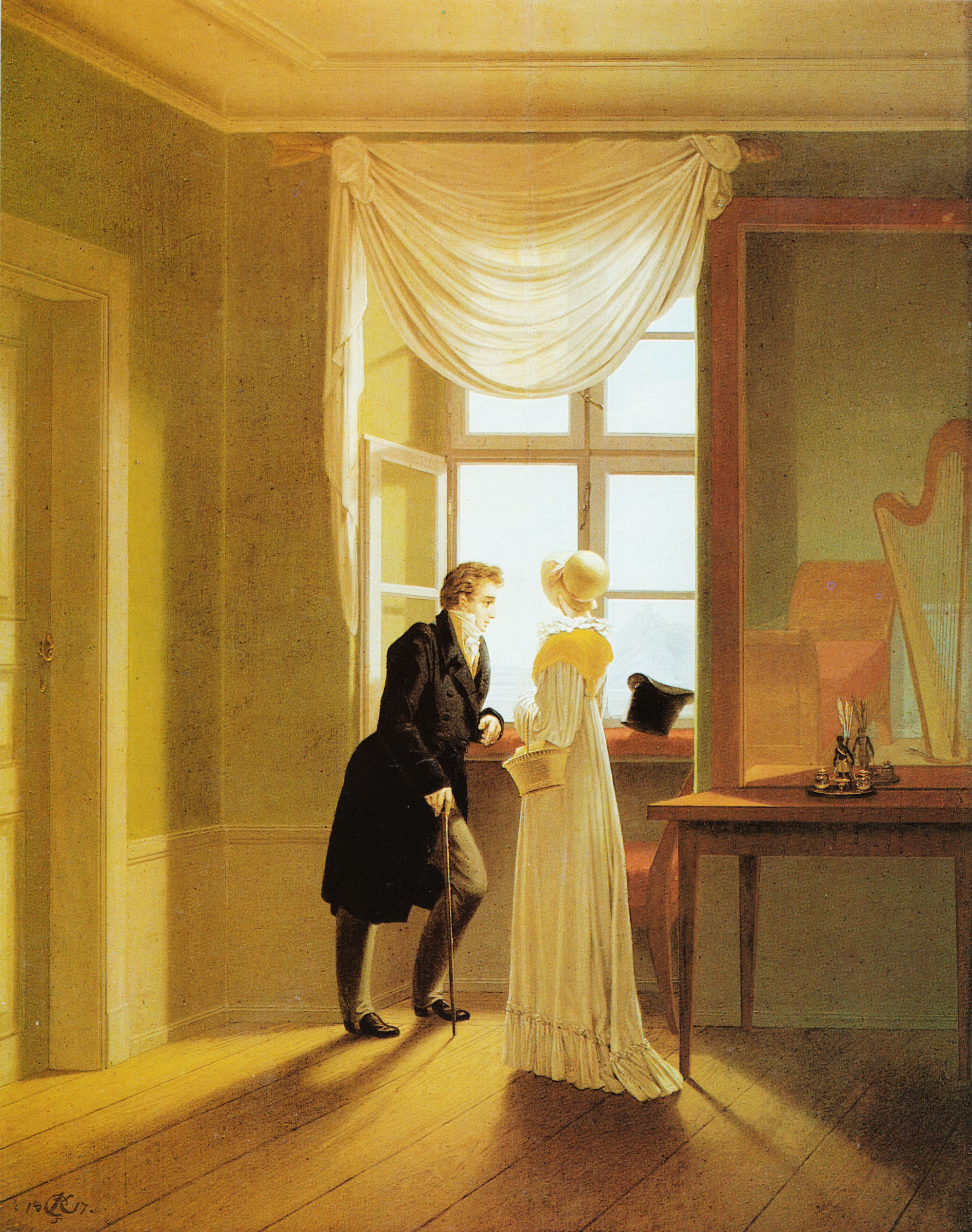
Paar bij het venster
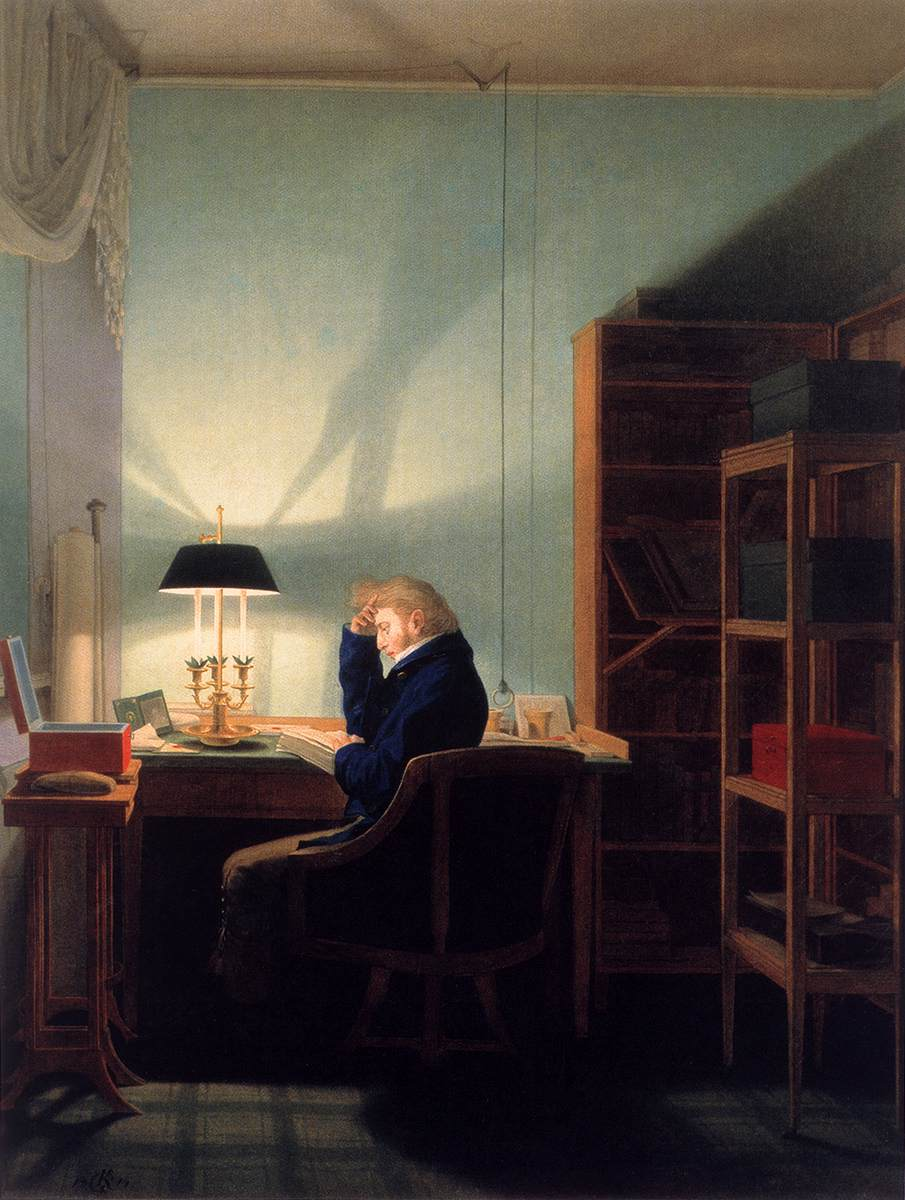
Man leest bij lamplicht
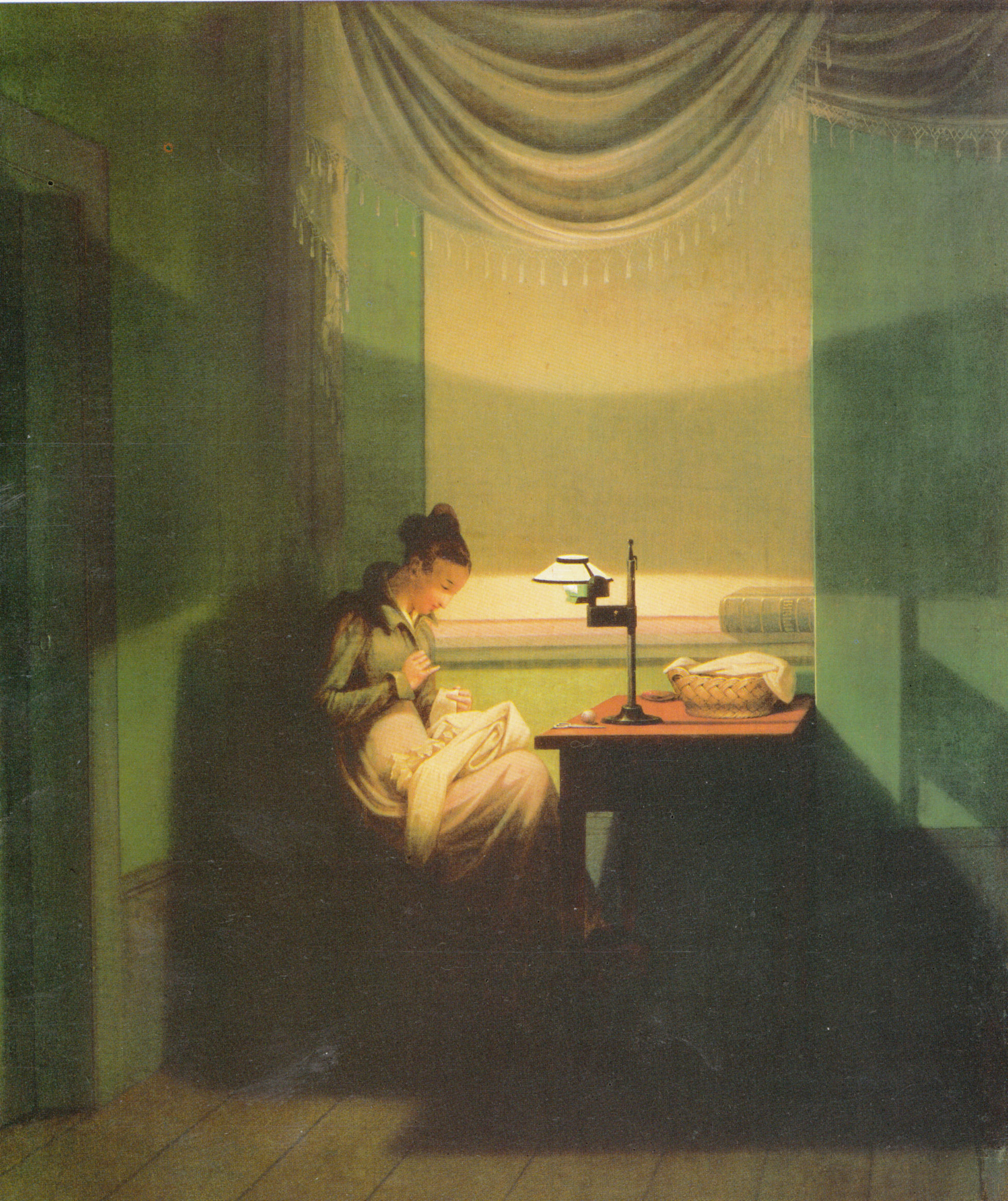
Jonge vrouw bij lamplicht, naaiend
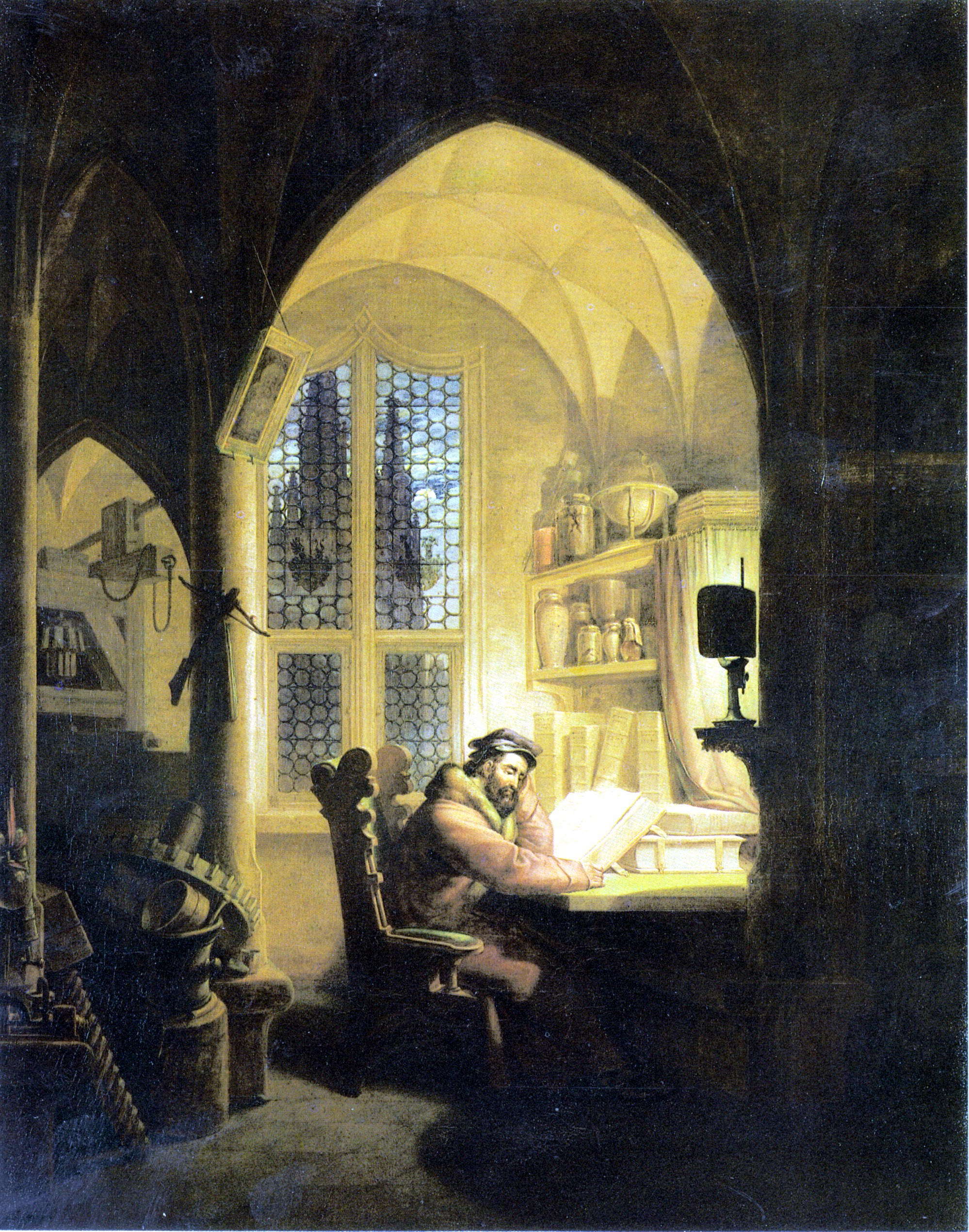
Faust in zijn studiekamer
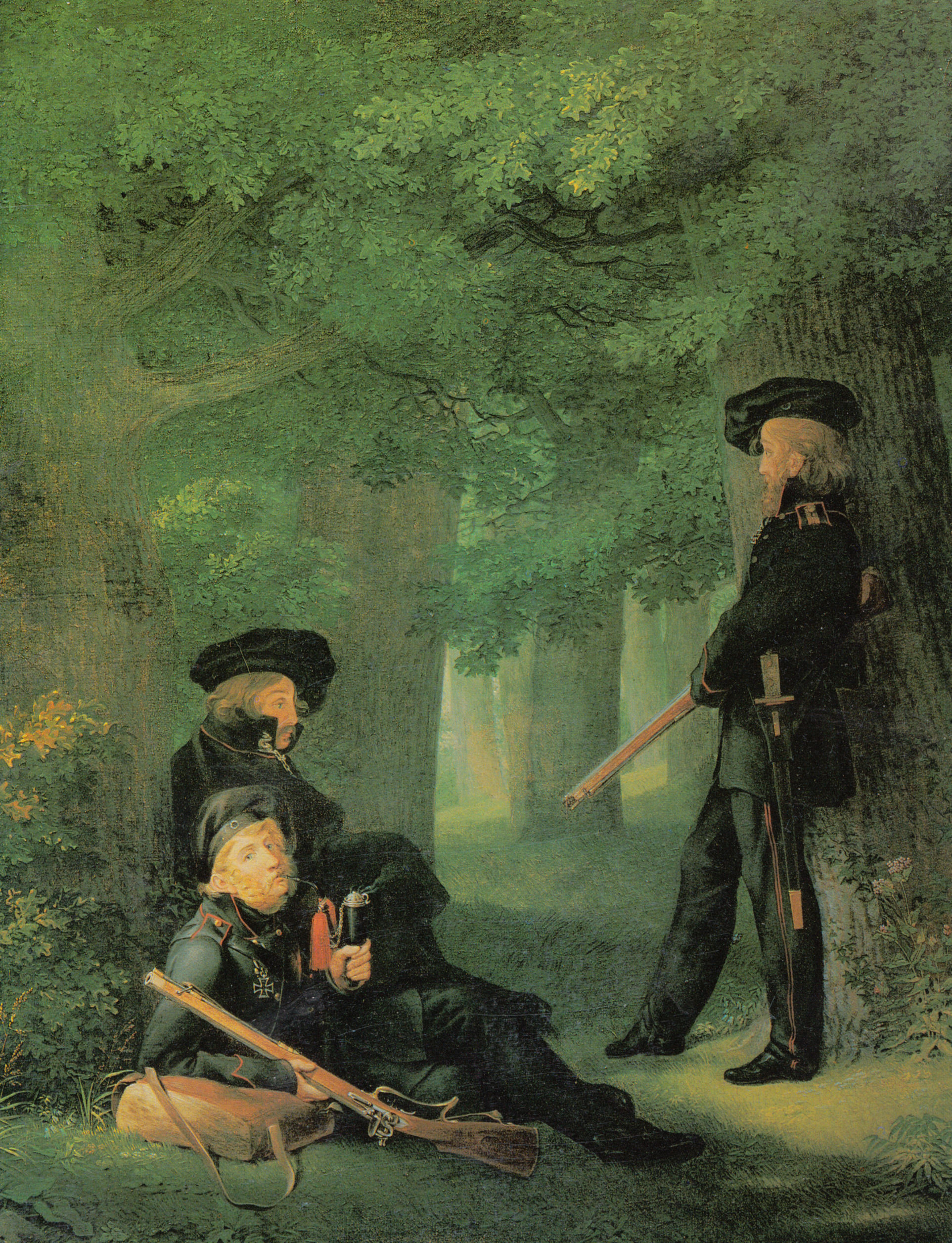
Op de voorpost
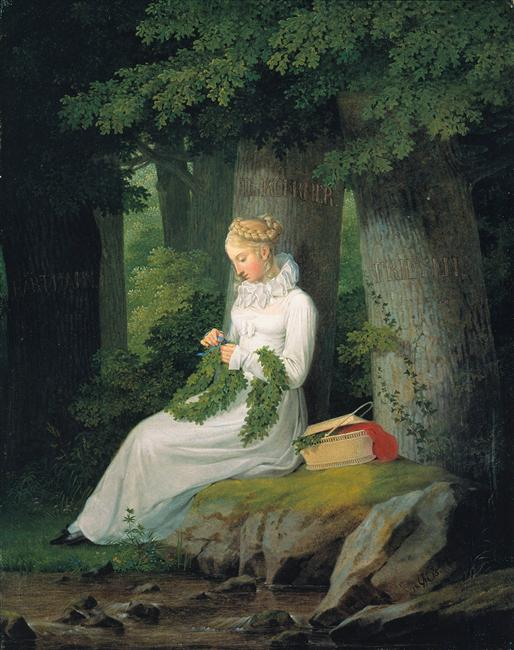
De kransenvlechtster
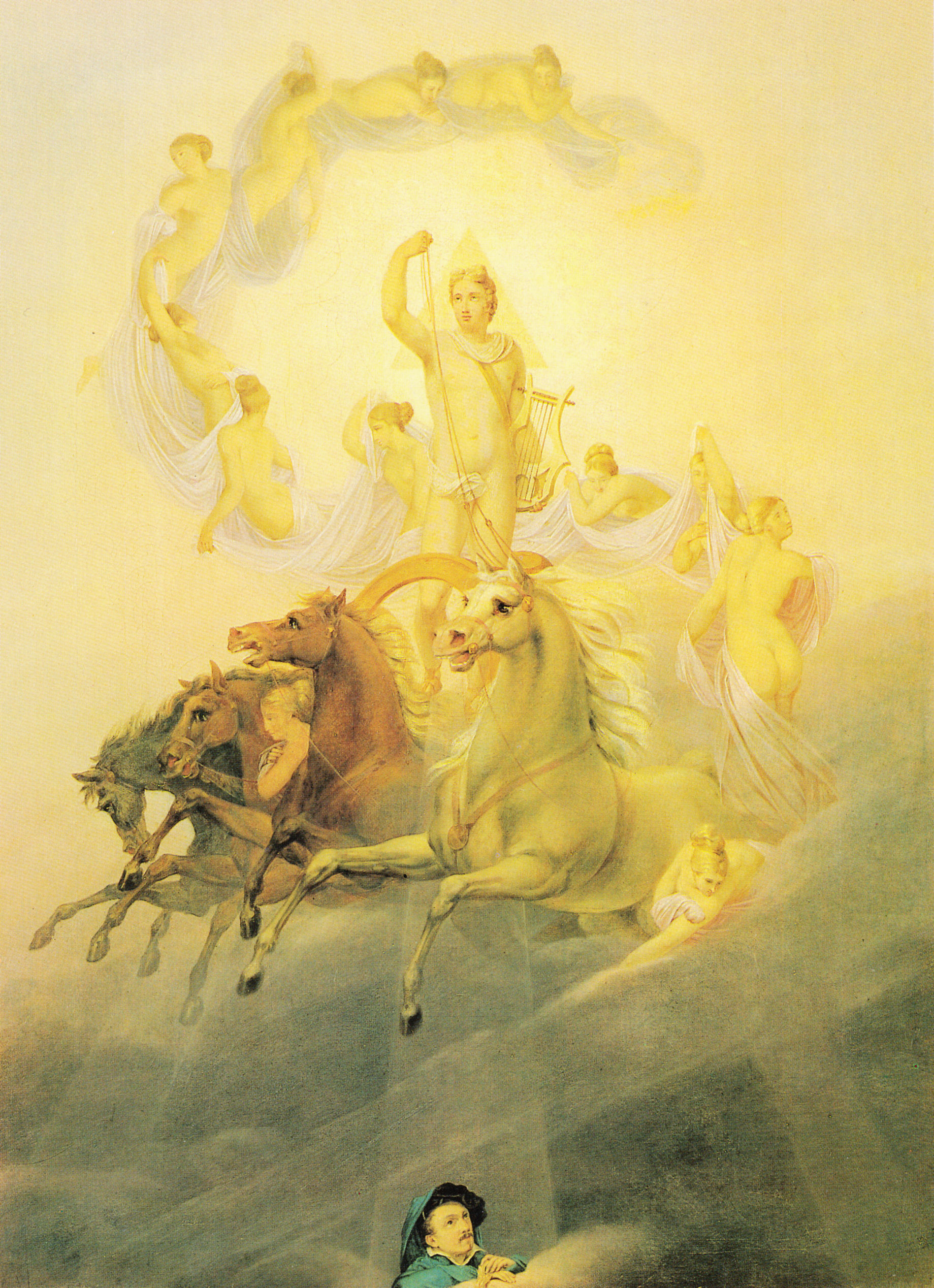
Apoll mit den Stunden